# Agnetina capitata
Agnetina capitata és una espècie d'insecte plecòpter pertanyent a la família dels pèrlids que es troba a Nord-amèrica: els Estats Units (Connecticut, Arkansas, Illinois, Iowa, Kentucky, Massachusetts, Maryland, Maine, Michigan, Minnesota, Missouri, Nebraska, Nou Hampshire, Nova York, Ohio, Pennsilvània, Virgínia, Wisconsin i Virgínia Occidental) i el Canadà (Nova Escòcia, Ontario, el Quebec i l'illa del Príncep Eduard).